# Pro-cathédrale Sainte-Marie de Dublin
Cette  cathédrale n’est pas la seule cathédrale Sainte-Marie.
La pro-cathédrale Sainte-Marie de Dublin (en irlandais : Leas-Ardeaglais Naomh Muire, en anglais : St Mary's Pro-Cathedral) est une pro-cathédrale catholique irlandaise dédiée à la Vierge Marie.
Elle est le siège de l’archidiocèse de Dublin et donc de l’archevêque de Dublin, qui porte le titre de Primat d’Irlande (selon l’Église catholique romaine). 

## Statut de «pro-cathédrale»
La ville de Dublin possède deux cathédrales, mais toutes les deux appartiennent à l’Église d'Irlande qui, jusqu’en 1871, était la seule religion autorisée sur l’île. L’Église catholique romaine, quant à elle, n’avait pas de cathédrale à Dublin depuis la Réforme anglaise, lorsque les anglicans avaient rompu avec le pape.
Devenue religion d’État par une loi du Parlement de 1536, l’Église d’Irlande s’appropria la plupart des biens de l’Église, y compris les cathédrales de Christ Church et de Saint-Patrick. Ces deux églises s’étaient longtemps disputé le rôle de cathédrale de Dublin, anarchiquement tout d’abord, avant qu’un accord — Pacis Compositio — ne soit trouvé en 1300. Celui-ci donna à la cathédrale de Christ Church la priorité, avec le droit de nommer l’archevêque et de conserver sa crosse, sa mitre et son anneau à sa mort ; les archevêques de Dublin défunts étaient en revanche enterrés en alternance dans chacune des deux cathédrales, à moins qu’ils n’en aient personnellement décidé autrement.
Bien que la cathédrale de Christ Church soit propriété de l’église anglicane depuis près de cinq cents ans, elle est toujours considérée par l’Église catholique romaine comme la seule cathédrale de Dublin, et cela depuis qu’elle a été désignée comme telle par le pape à la demande de l’archevêque St. Laurence O'Toole (en) au XIIe siècle. Jusqu’à ce que le pape n’ait supprimé officiellement le titre de la cathédrale de Christ Church (bien qu’elle possède un symbolisme historique important), ou n’attribue le statut de cathédrale à une autre église, la principale église catholique de Dublin continuera d’être la pro-cathédrale Sainte-Marie, titre qu’elle porte officiellement depuis 1886, mais officieusement depuis les années 1820.

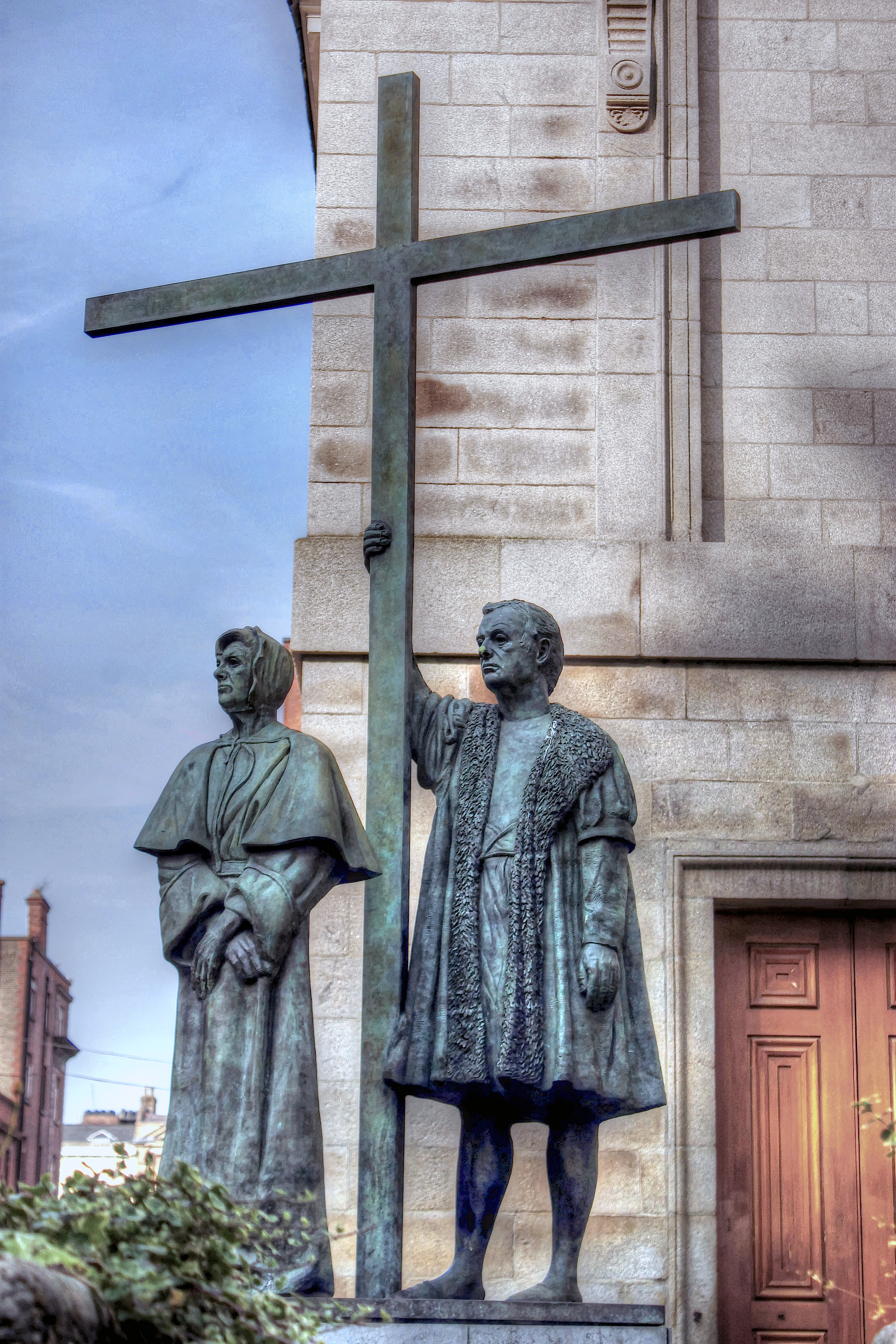
Les Martyrs de Dublin, Francis Taylor et Margaret Ball, sculpture en façade.

## Création de la pro-cathédrale
La pro-cathédrale trouve ses origines dans la lutte anti-catholique menée par les lois pénales irlandaises, qui bloqua le catholicisme (et d’autres confessions chrétiennes) jusqu’au début du XIXe siècle. Durant des siècles, les catholiques ne purent célébrer la messe ou les sacrements en public et firent l’objet de sanctions sévères. Bien que la sévérité avec laquelle ces lois furent appliquées ait varié, les églises catholiques qui ont été construites sont restées discrètes et à l’écart des axes de circulation.
Au début du XIXe siècle, la plupart des lois pénales avaient soit été abrogées soit n’étaient plus appliquées ; une tentative — infructueuse — avait déjà été tentée d’accorder l’émancipation aux catholiques. En conséquence, le catholicisme s'est à nouveau montré au grand jour. En 1803, un comité réuni par l’archevêque John Thomas Troy (en), acheta Lord Annesley's Townhouse à l’angle de Malborough Street et de Elephant Lane (l'actuelle Cathedral Street), Sackville Street (actuelle O'Connell Street), pour y construire la nouvelle pro-cathédrale, provisoire, dans l'attente d'une construction d’une cathédrale catholique définitive.
L’architecte choisi est George Papworth (en). La maison à l'emplacement choisie est démolie en juin 1814 et la pro-cathédrale est construite. L'architecture mêle plusieurs styles, d’aspect extérieur emprunté à l’architecture grecque mais à l’intérieur plus romain. Le nouvel archevêque de Dublin, Daniel Murray (en), célèbre l'achèvement de la pro-cathédrale le 14 novembre 1825. La cathédrale devient le premier siège épiscopal catholique des îles britanniques depuis la Réforme anglaise.
Bien que n’ayant pas le titre de cathédrale, l’édifice devint alors un symbole de l’esprit nationaliste irlandais au moment de la fin des lois pénales. Daniel O'Connell, figure emblématique du nationalisme irlandais et premier député catholique élu à la Chambre des communes britannique, assiste en 1829 à la messe d'action de grâces qui commémore l’émancipation des catholiques. Puis, en 1841, en tant que premier Lord-maire de Dublin de confession catholique depuis des siècles, Daniel O'Connell célèbre son élection en se rendant à la pro-cathédrale pour un service religieux. À sa mort en 1847, son cercueil est amené sur un catafalque à la pro-cathédrale.

## Projets pour une cathédrale
Une pro-cathédrale est toujours destinée à être temporaire, en l’attente de fonds suffisants à l’érection d’une nouvelle cathédrale. Différents emplacements ont été envisagés. William T. Cosgrave, président du Conseil exécutif de l’État libre d’Irlande de 1922 à 1932 et fervent catholique, avait suggéré l’emplacement de la poste centrale de Dublin, brûlée lors de l’Insurrection de Pâques 1916, mais l’idée ne fut pas retenue et l’édifice restauré reprit sa fonction de bureau de poste.
Archevêque de 1940 à 1971, John Charles McQuaid acheta les jardins de Merrion Square dans le centre-ville et annonça son intention d’y ériger une cathédrale. Elle ne fut pas réalisée et les jardins furent finalement remis par son successeur à la Dublin Corporation (chambre de commerce) et ouverts au public. Bien qu’il soit proposé périodiquement que l’Église d’Irlande, peu implantée dans la ville, pourrait laisser l’une de ses deux cathédrales à l’Église catholique romaine, aucune proposition sérieuse n’a été faite dans ce sens.
Bien que l’érection d’une nouvelle cathédrale catholique reste officiellement à l’ordre du jour, la plupart des fonds collectés pour la construction d’une nouvelle cathédrale ont été dépensés pour la construction de nouvelles églises dans l’archidiocèse, en croissance rapide. En conséquence, peu de gens croient en l’érection d’une nouvelle et s’attendent donc à l’élévation de la pro-cathédrale au rang de cathédrale, comme cela est arrivé à la cathédrale Saint-Pierre de Belfast en 1986.

## Cérémonies d’État

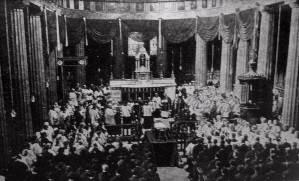
Les funérailles de Michael Collins en 1922. L’image montre le maître-autel original d’avant le Concile Vatican II, par Turnenelli, le pupitre (à droite) et la cathèdre (à gauche, couverte).

Le pro-cathédrale reste un lieu de cérémonie important pour l’État. Jusqu’en 1983, les présidents irlandais ont par tradition assisté avant leur prise de pouvoir civile à une cérémonie religieuse, soit à la cathédrale anglicane Saint-Patrick soit à la pro-cathédrale, selon leur rattachement religieux. Pour les élections de Childers en 1973, Cearbhall Ó Dálaigh en 1974 et Patrick Hillery en 1976, ces cérémonies ont été multiconfessionnelles, des représentants des Églises catholique romaine, d’Irlande, presbytérienne, méthodiste et juive étaient présents (en 1973, cela a eu lieu à Saint-Patrick et, en 1974 et en 1976, à la pro-cathédrale). En 1983, un service multiconfessionnel a été inscrit dans l’organisation de la prise de pouvoir civile au château de Dublin.
Les funérailles officielles de représentants d’État, dont celles de Michael Collins, des anciens présidents Seán T. O'Kelly, Éamon de Valera et du Lord Mayor de Dublin Kathleen Clarke ont lieu dans ce cadre. Un tableau représentant l’enterrement de Michael Collins est accroché à l'Áras an Uachtaráin, la résidence du président de la république.

## Organisation de la pro-cathédrale

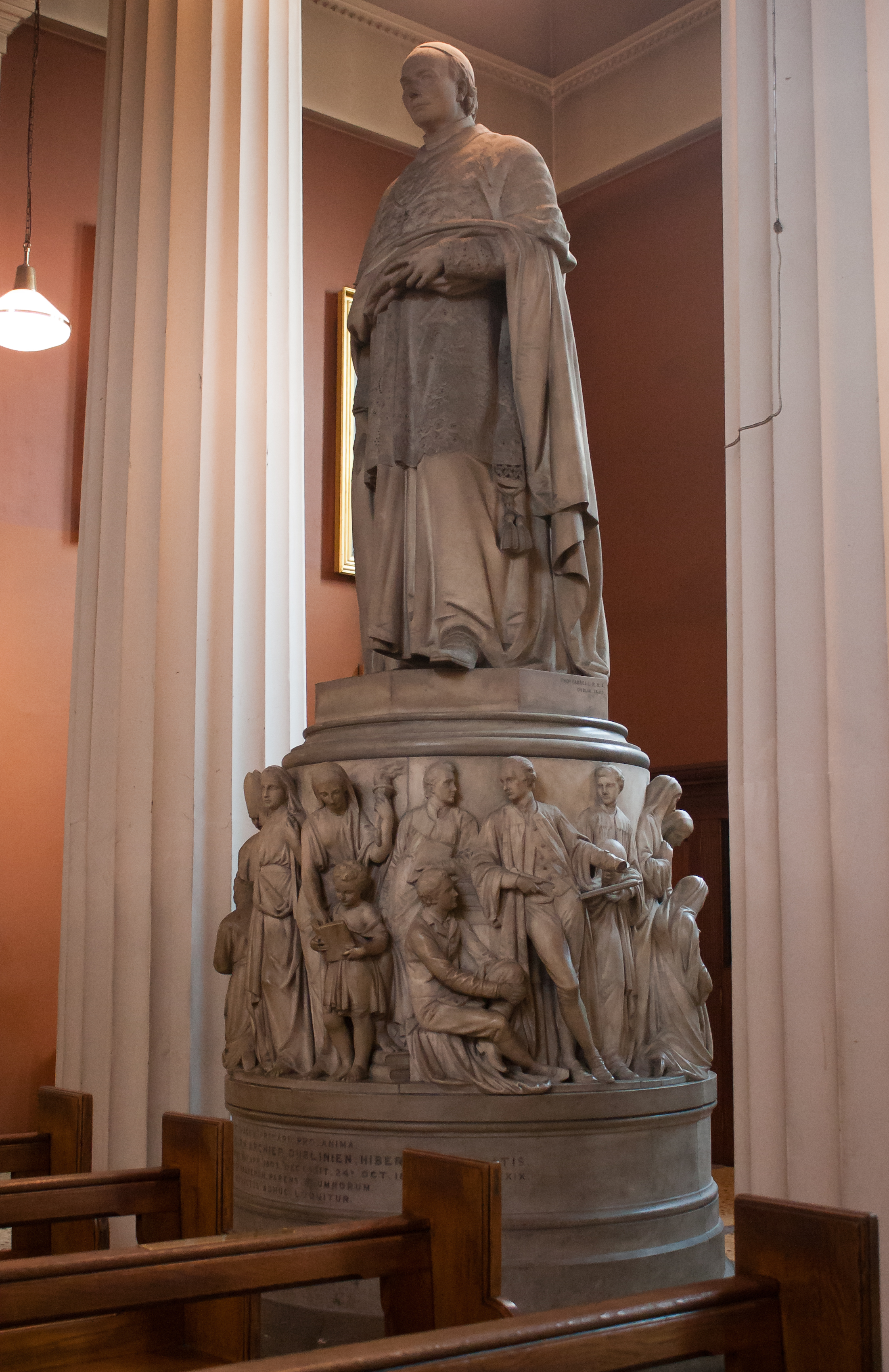
Monument au cardinal Cullen, premier irlandais à devenir cardinal

La nef principale mène à un autel, derrière lequel se trouve un vitrail à la Vierge Marie.
Pendant longtemps, la cathédrale eut un autel massif de style victorien et un retable de Peter Turnerelli, sculpteur né à Belfast. Vers la fin des années 1970, l’autel a été enlevé dans le cadre d’une réorganisation après le concile Vatican II. Le retable a été complètement enlevé à l’exception du tabernacle et du panneau avant de l’autel original — réintégré dans le nouvel autel. L’autel a été placé vers le centre d’un emplacement pavée, dans un sanctuaire agrandi. Le banc de communion a également été supprimé. Le pupitre a également été déplacé vers un autre emplacement du bâtiment, et n’est pas utilisé.
Un incendie se déclara au début des années 1990[Quand ?]. Bien que le feu ait été éteint avant d’avoir détruit le bâtiment, la fumée causa d'importants dégâts, notamment autour du monument dédié au cardinal Cullen.

## Orgues
L’orgue d’origine de la pro-cathédrale a été construit par le facteur d’orgues John White de Dublin et l’instrument actuel possède encore quelques tuyaux originaux.
La façade actuelle de l’instrument date de sa reconstruction par William Hill autour de 1900. Des travaux ultérieurs ont été réalisés par Henry Willis & Sons (en) dans les années 1930. En 1971, l’instrument est à nouveau reconstruit par J. W. Walker & Sons Ltd (en), sous l’administration de Mgr John Moloney. Sa rénovation la plus récente — par la même firme — date de 1995 et consiste à déplacer la console de l’orgue ; elle s’achève à l’automne 1995 et l’instrument est inauguré par un concert de gala donné par Olivier Latry le 20 mars 1996. 
Cet orgue date de la fin du XIXe siècle. De nombreux organistes ont joué, entre autres Daniel Chorzempa, Xavier Darasse, David Lumsden (en), Daniel Roth, Gillian Weir, Olivier Latry et Gerard Gillen (en).
Un orgue de chœur est également présent à proximité du maître-autel, à droite de l’épître ; il date d’avant la période de la pro-cathédrale. Avec l’installation du grand orgue, il est tombé peu à peu en désuétude. Après quelques années, il a été fermé. Il lui manque une grande partie de ses tuyaux internes et de son clavier.

## Chorale
La pro-cathédrale possède une chorale résidente : le « chœur Palestrina » (Palestrina Choir).
Elle tient ses origines d’une chorale de garçons formée dans les années 1890 par Dr Vincent O'Brien, enseignant de musique à l’école des Frères chrétiens, place Sainte-Marie (St. Mary's Place) à Dublin. La chorale fut remarquée par Edward Marty en 1898, alors qu’elle jouait à l’église carmélite Sainte-Thérèse à Clarendon Street ; c'est lui qui lança le chœur Palestrina le 1er janvier 1903, avec V. O'Brian à sa tête.
La chorale a eu sept directeurs depuis sa fondation.  Vincent O'Brien, directeur de 1903 jusqu’à sa mort en 1948. Il a été remplacé par son fils, Oliver. En 1978, frère Seán O hEarcaigh prit le relais ; il fut remplacé en 1982 par Ite O'Donovan et, en 1996, par Comdt Joseph Ryan. Órla Barry fut directrice de fin 1996 à 2001. Après, ce fut Blanaid Murphy. John McCormack fut quant à lui membre de la chorale de 1904 à 1905.

## Personnalités liées à la pro-cathédrale
- Mary Guiney (1901-2004), femme d'affaires, s'y est mariée le 19 octobre 1938.

## Galerie

### Architecture

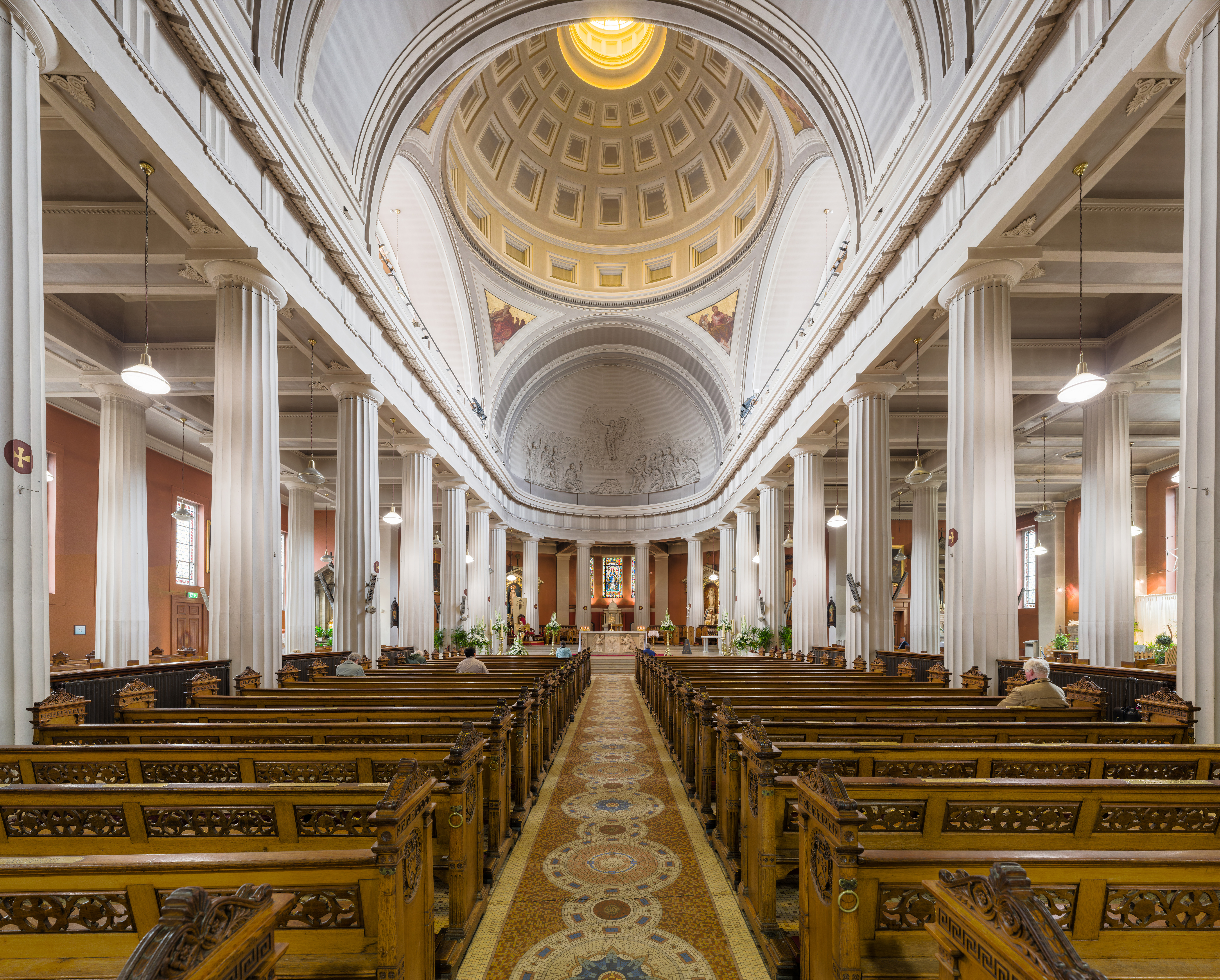
Nef, croisée et chœur
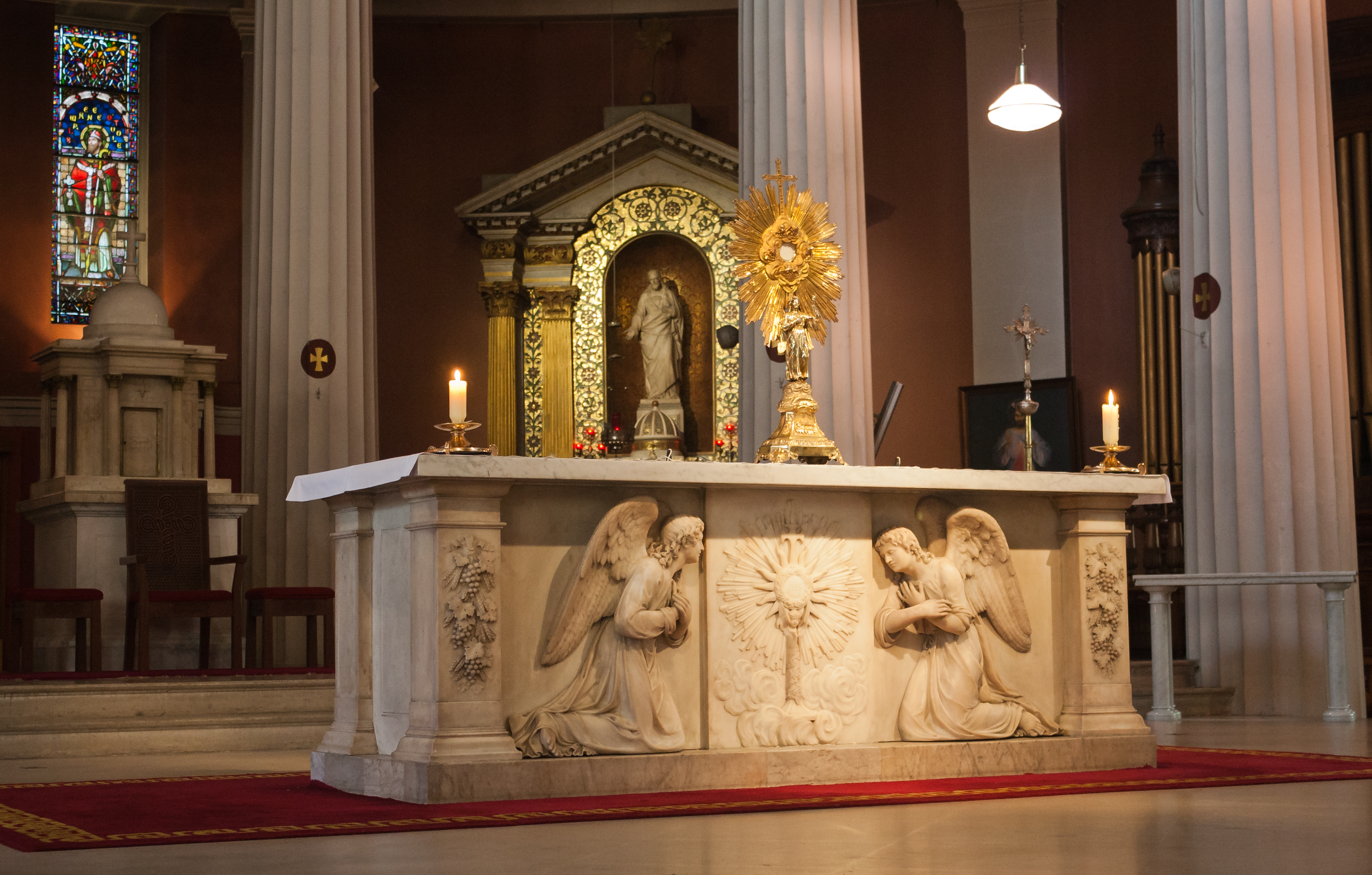
L'autel.
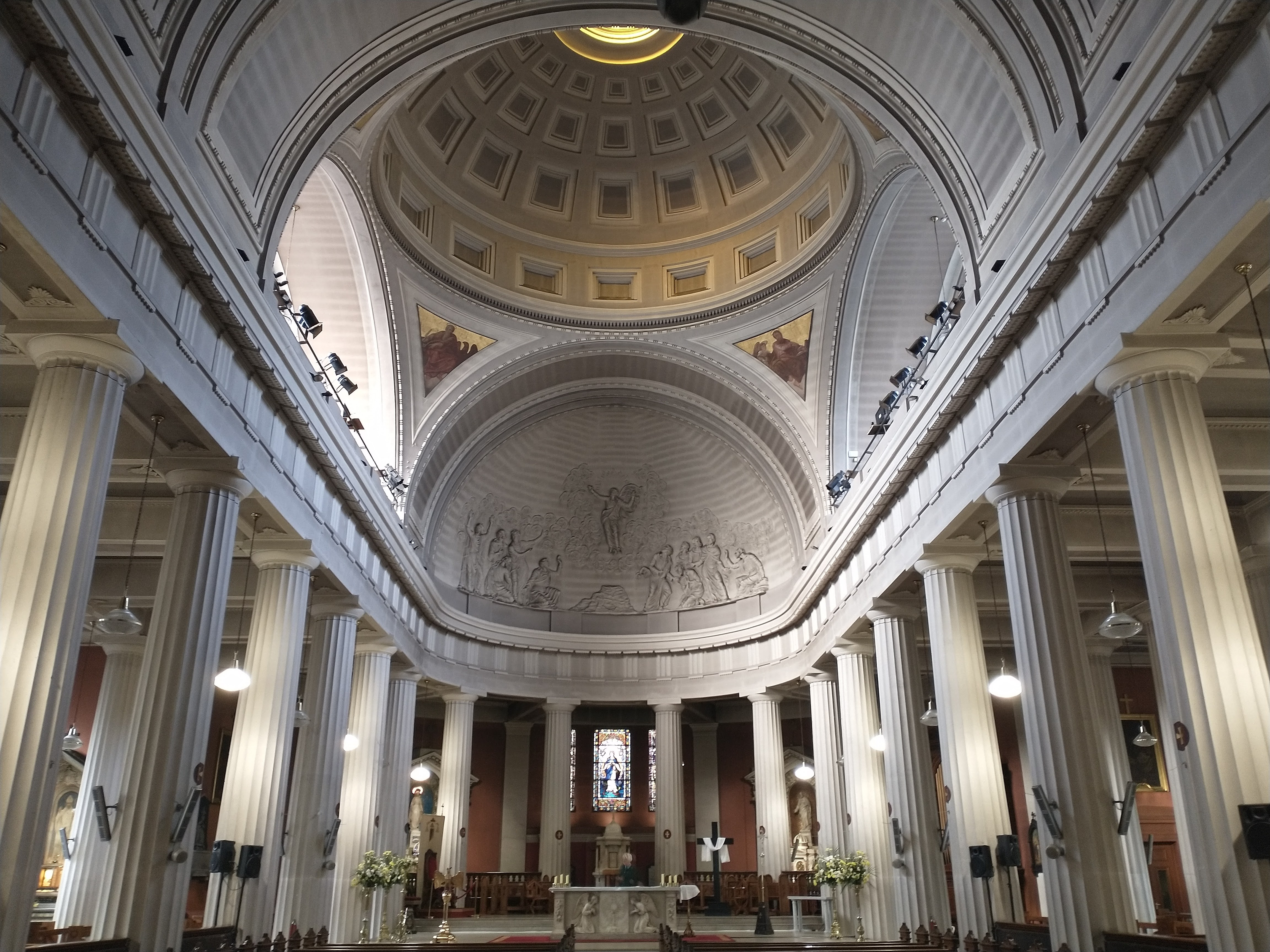
Cul-de-four de l'abside et coupole.
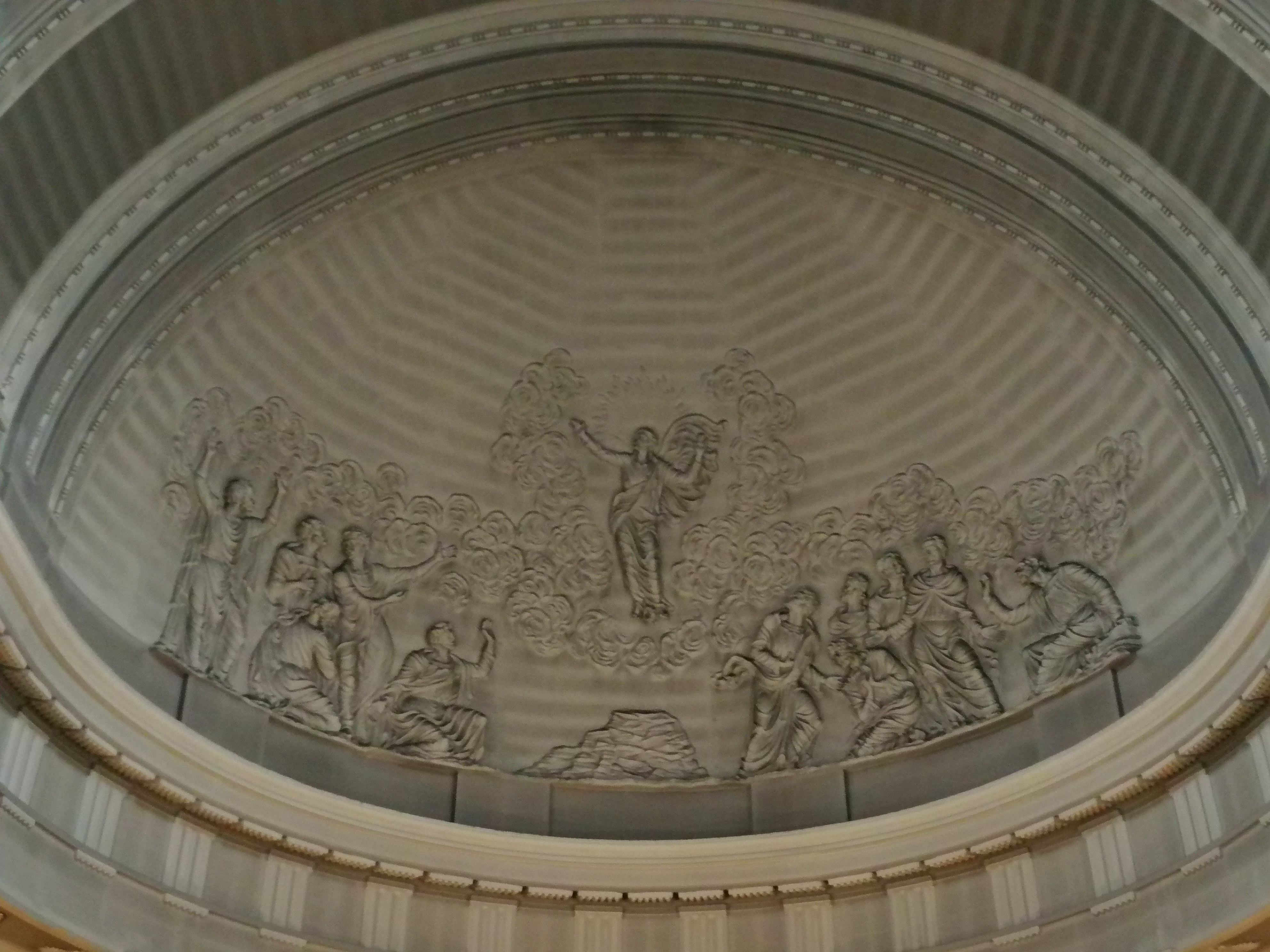
Le cul-de-four.
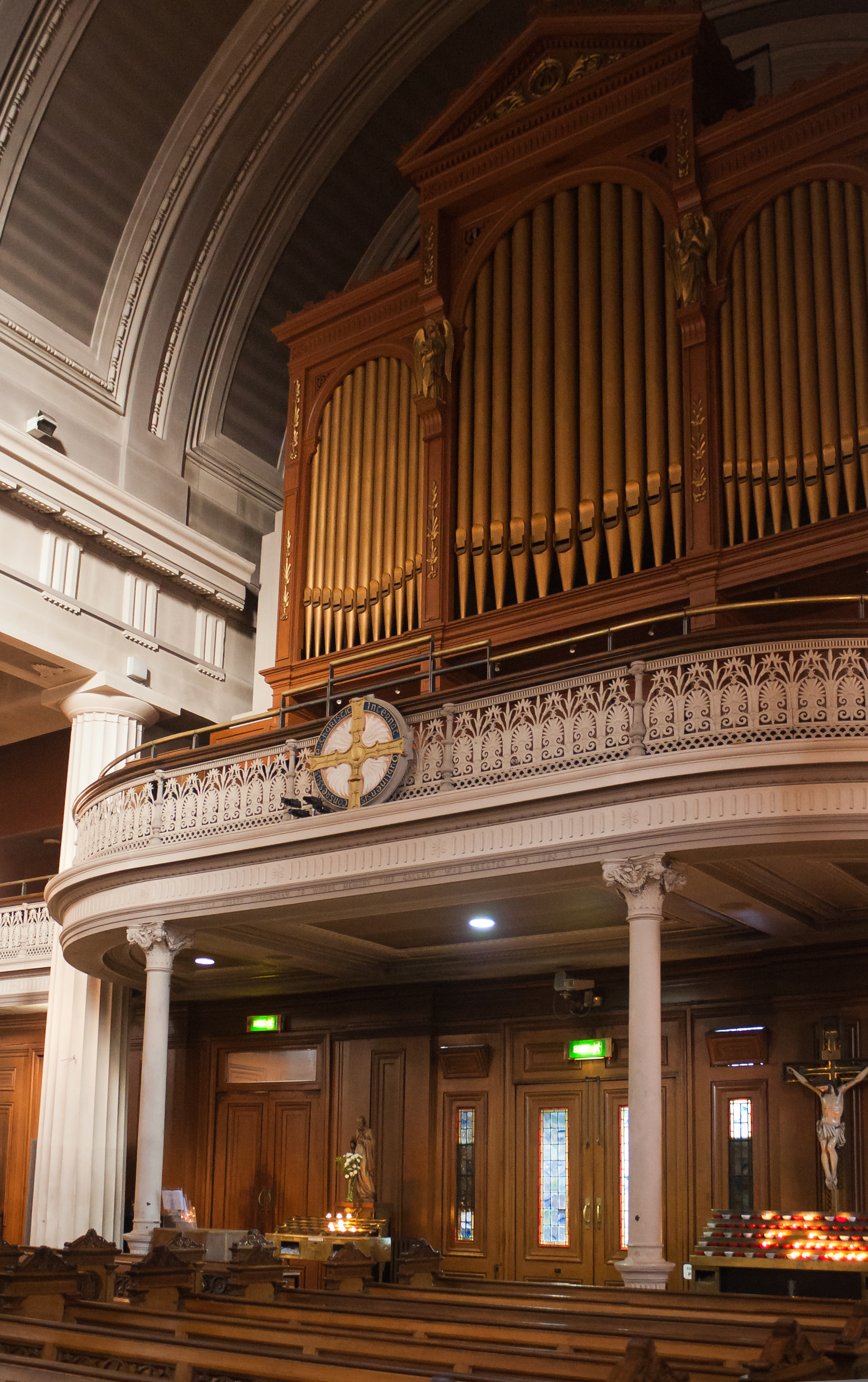
Arrière de la nef et orgue.

### Statues

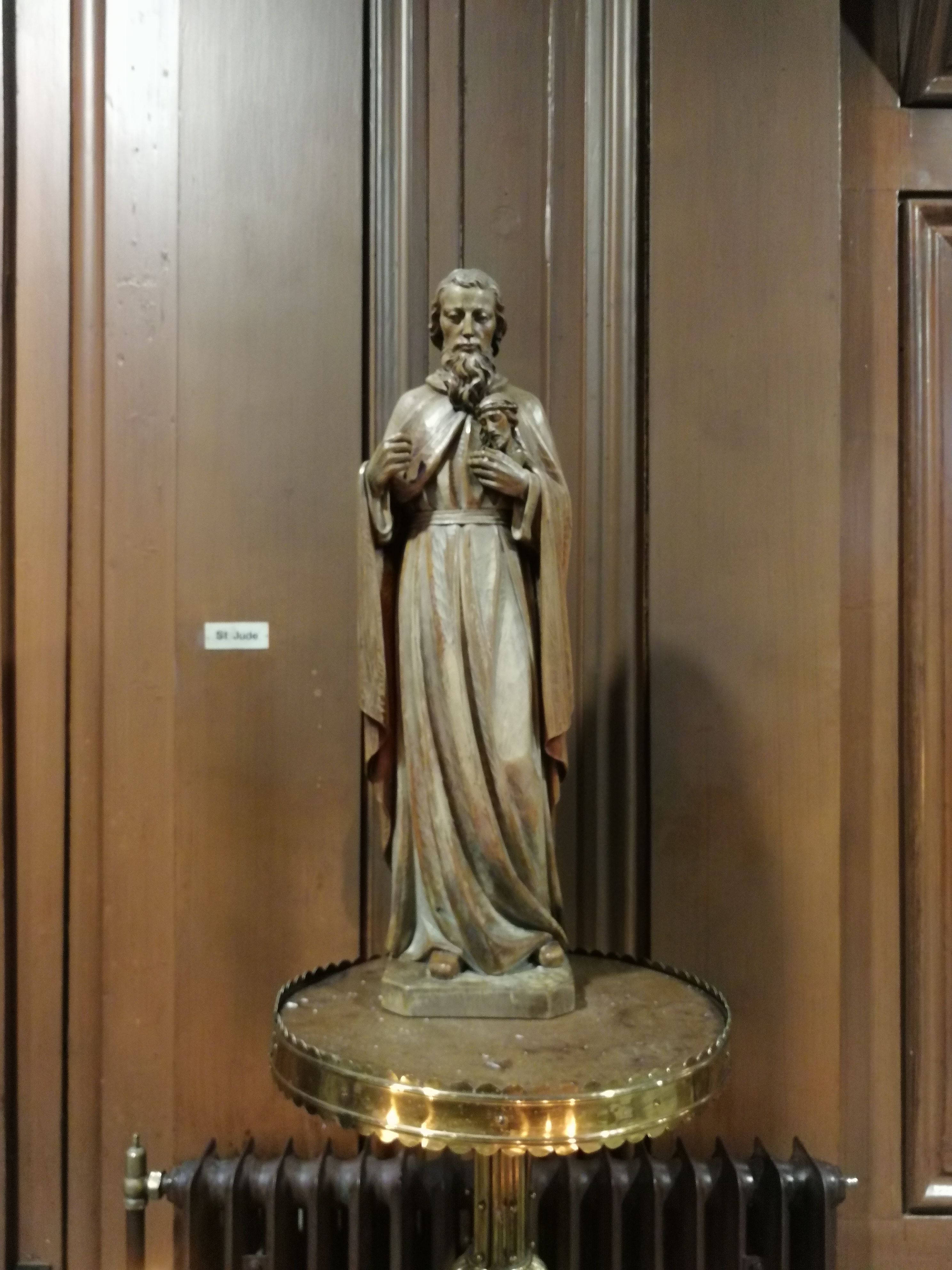
Saint Joseph
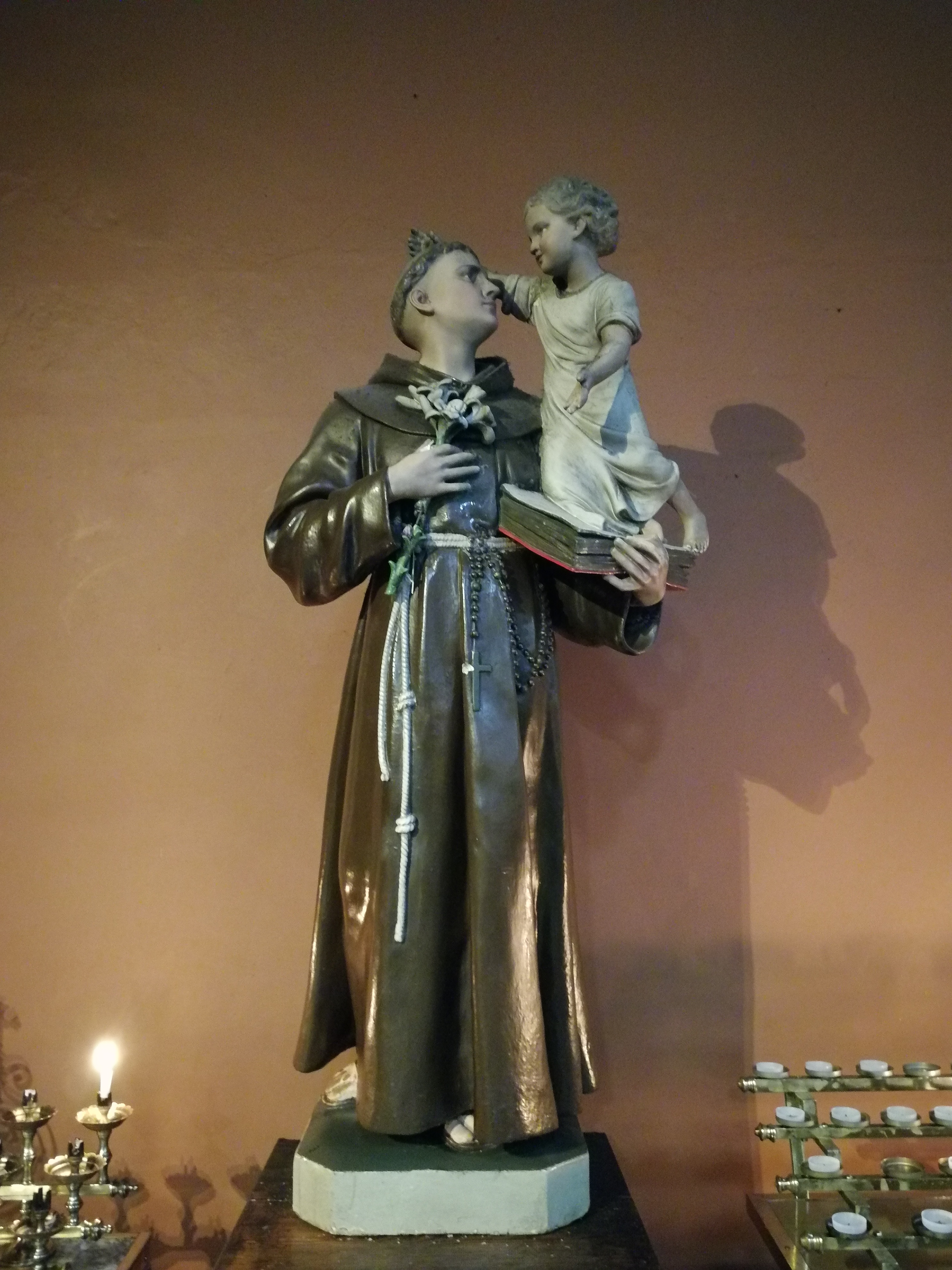
Saint Antoine de Padoue
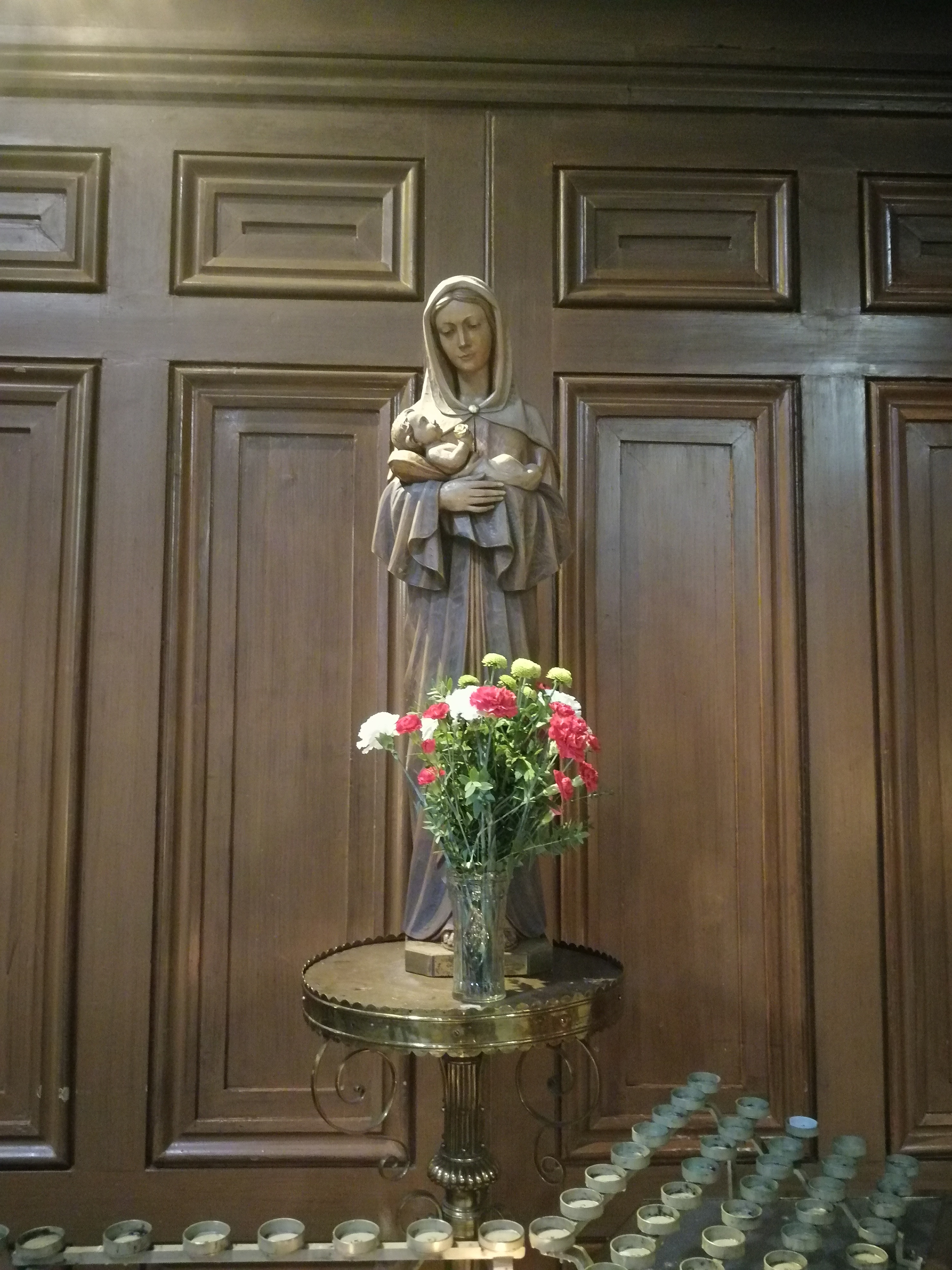
Sainte Marie
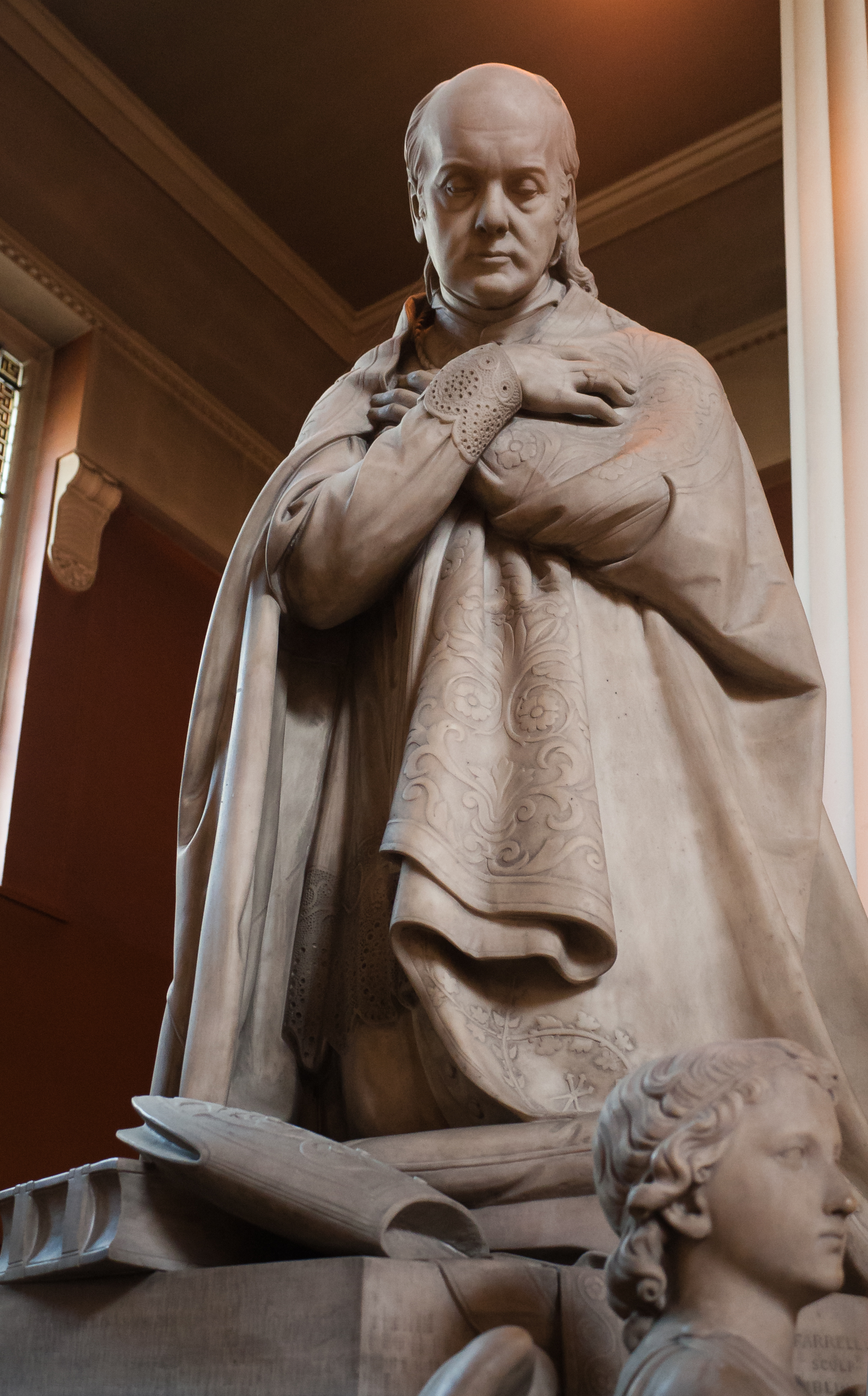
Daniel Murray (par Thomas Farrell)

### Monument de la Vierge aux personnes victimes d'addictions

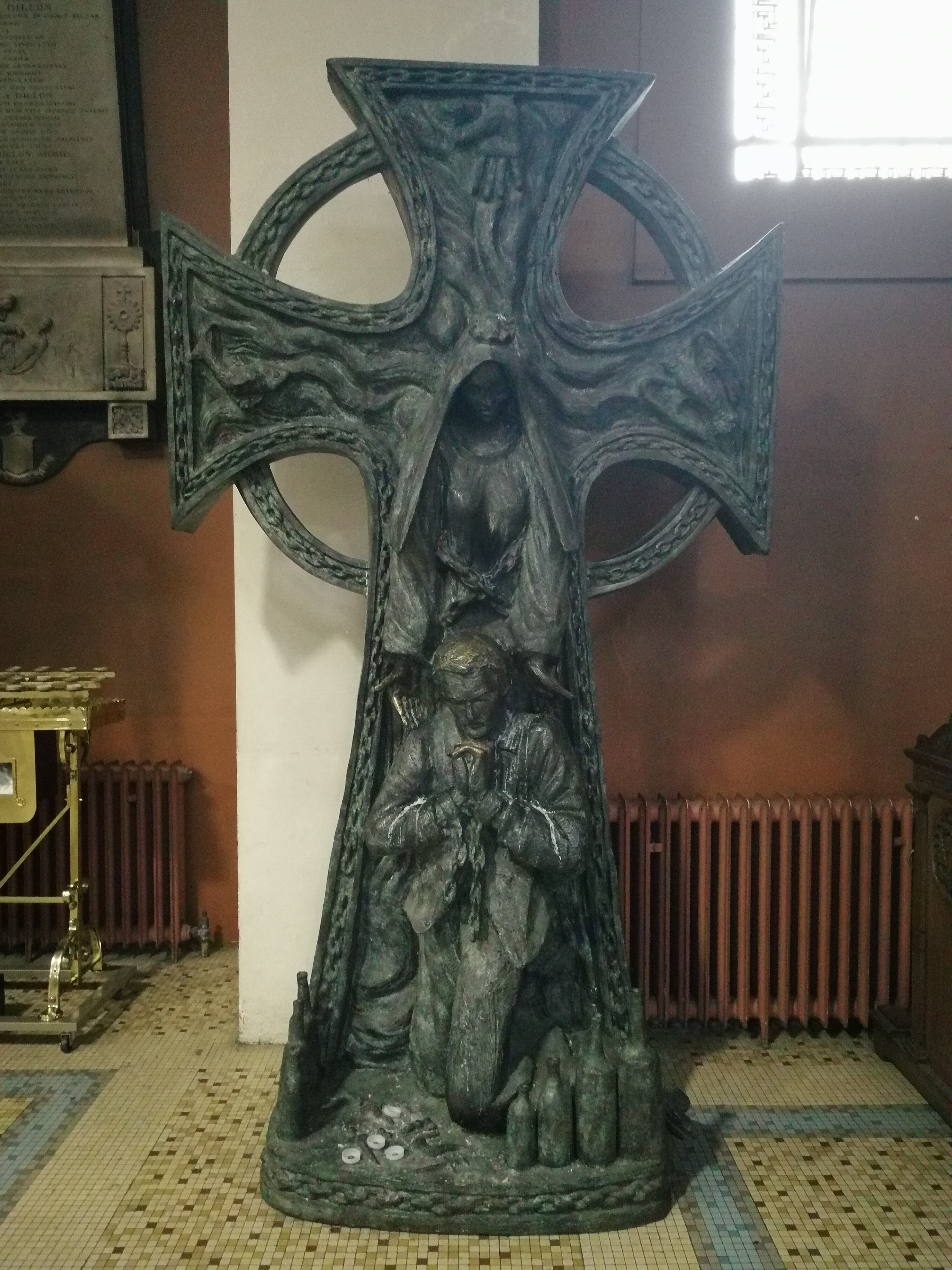
Statue complète
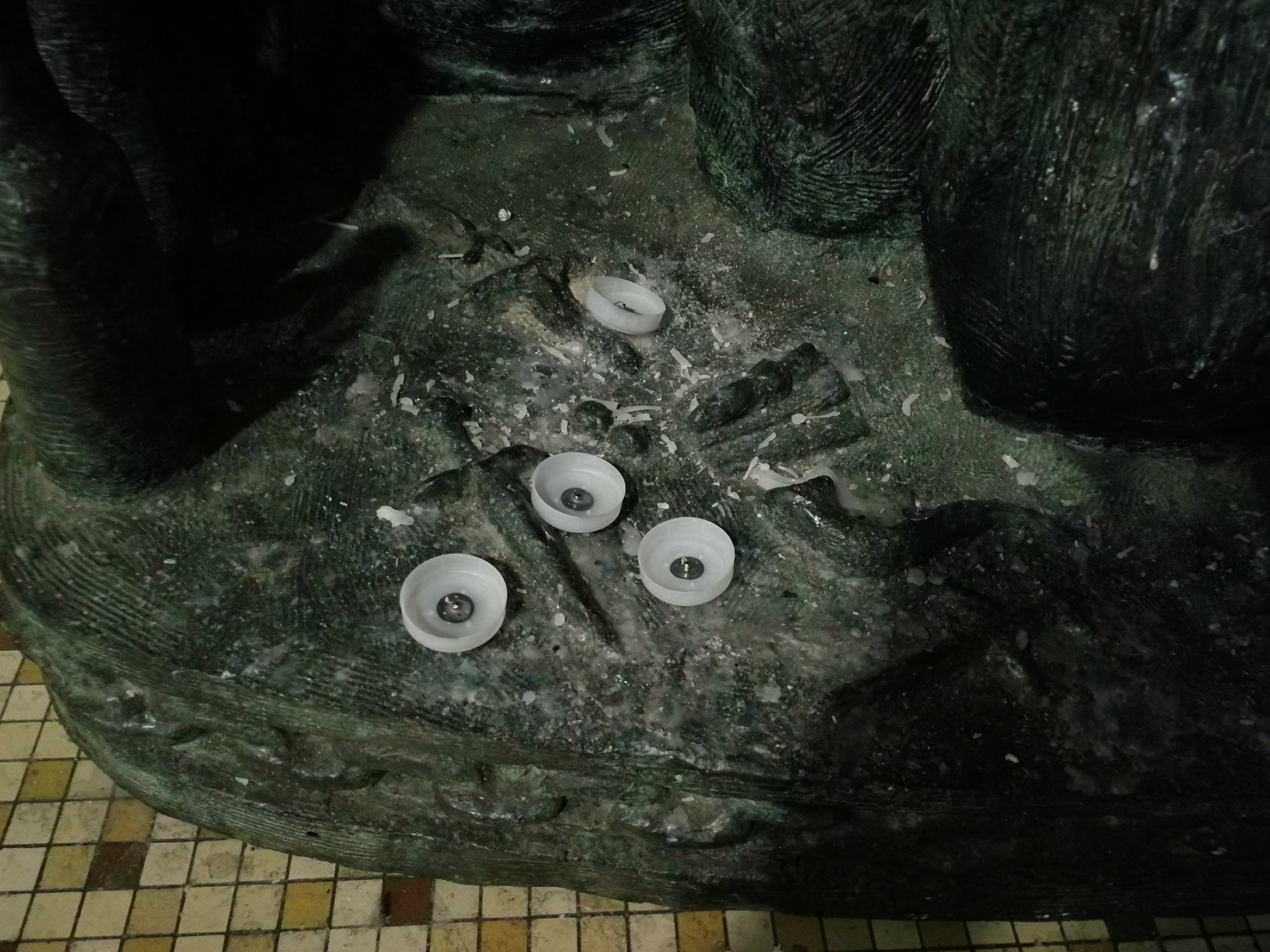
Détails des pipes et seringues
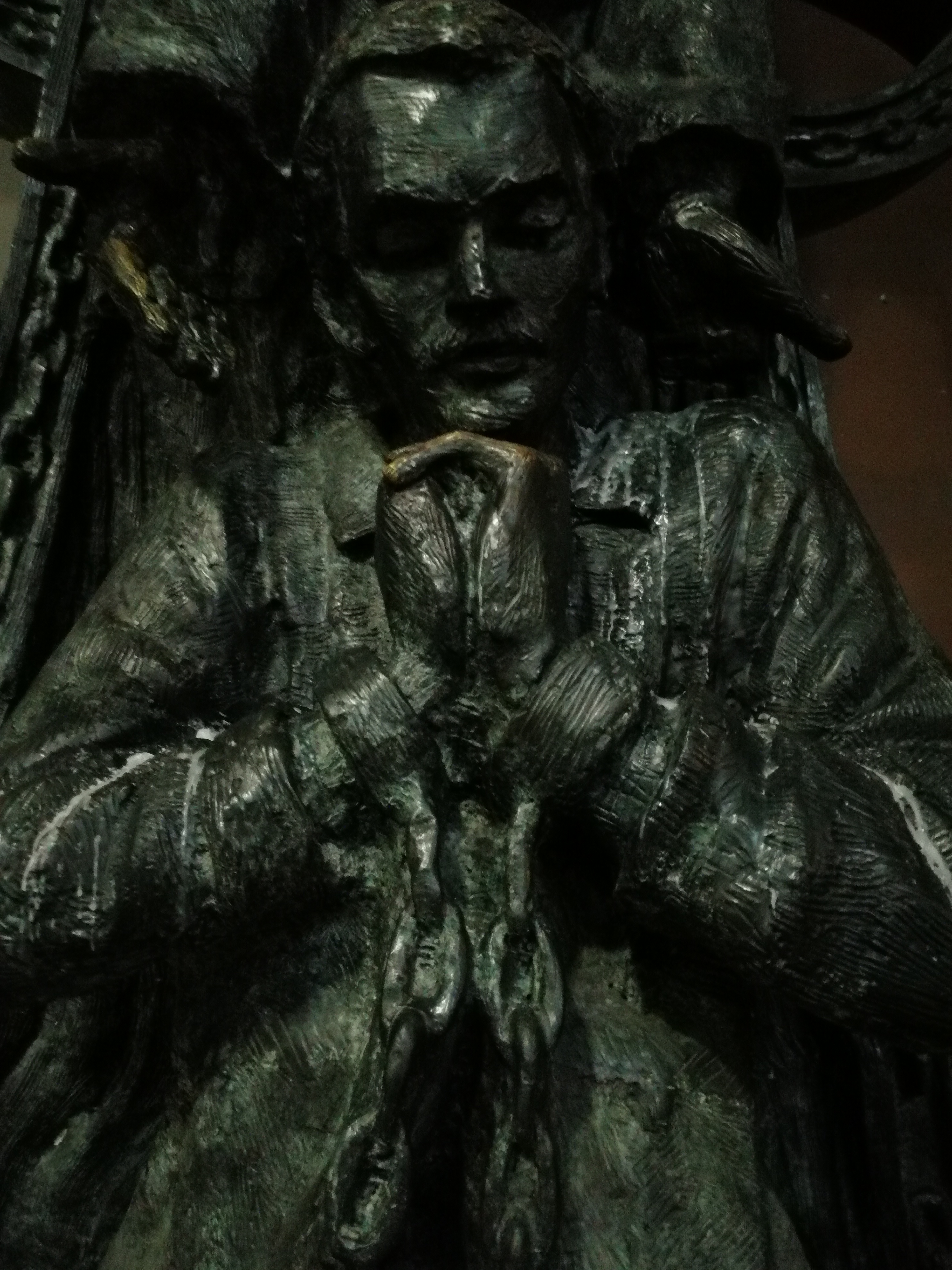
Détails de la figure de l'homme
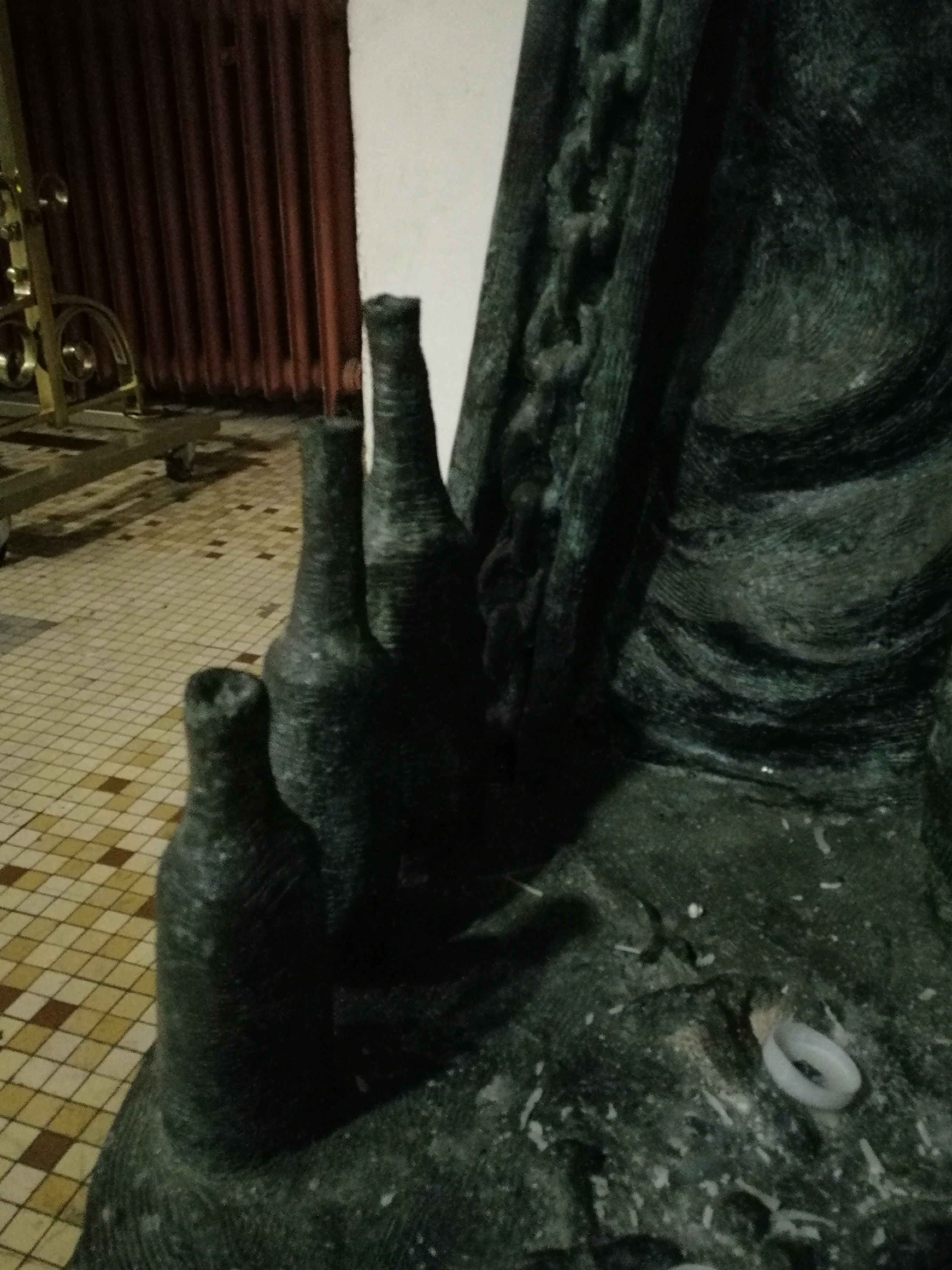
Détails des bouteilles